# Jan Peřina
Jan Peřina (* 11. listopadu 1936, Městec Králové) je český fyzik, vysokoškolský pedagog, profesor v oboru optika, odborník v kvantové, statistické a nelineární optice a teorii koherence světla. Podílel se například na objevu vlastností neklasického světla.

## Život

### Dětství a studium
Narodil se v Městci Králové do statkářské rodiny a vyrůstal v obci Odřepsy, kde měli své starodávné hospodářství. Už od dětství ho lákala matematika a fyzika, a tak četl různé odborné knížky a projevoval se jako mimořádně nadaný v technických oborech. Po roce 1948, kdy se k moci dostali komunisté, začaly pro rodinu potíže. Jeho otec, jako velkostatkář, nevstoupil do družstva, a proto nemohl například po škole studovat na gymnáziu. Proto nastoupil na učiliště v Praze-Vysočanech na elektrozámečníka. Během studia na učilišti byl jeho otec v roce 1952 na dva roky zatčen za neplnění dodávek, byl jim zabaven majetek a násilně přestěhováni do Arnoltic u Rýmařova. Kvůli tomu měl být vyloučen z učiliště a odjet k matce a bratrovi do Arnoltic, kde měl pracovat na státním statku, ale díky vychovatelce z internátu a dílenskému mistrovi, kteří žádali různé státní a stranické úřady, se rozhodnutí změnilo a na učilišti zůstal.
Díky mistrovi byl i následně přijat na Vyšší průmyslovou školu elektrotechnickou na obor silnoproud, kde vynikal v matematických soutěžích. Škola mu šla tak dobře, že dokonce mohl přeskočit třetí ročník a jít hned do čtvrtého. Jeho učitelka fyziky ho poslala za jejím manželem Karlem Pátkem do fyzikálního ústavu. Seznámil se zde s docentem Jozefem Kvasnicou, účastnil se různých experimentů a chodil zde na semináře. Z důvodu svého třídnímu původu však nebyl po dokončení střední školy přijat na žádnou univerzitu, o kterou měl zájem.

### Vysoká škola a práce
Po dokončení povinné vojenské služby obdržel umístěnku do projekčního oddělení Elektromontážních závodů v Praze. Po práci vždy navštěvoval univerzitní knihovnu, kde studoval odborné publikace až do zavírací doby. Jeho kolegové si toho všimli a doporučili mu, aby podal stížnost ohledně nepřijetí na vysokou školu na ústřední výbor KSČ. Díky tomu byl pozván na pohovor na Univerzitu Palackého v Olomouci, kde byli z jeho znalosti ohromeni. Problém vznikl, když jeho domovská obec Odřepsy nechtěla udělit nomenklaturní svolení k studiu. Toto povolení dostal až poté, co do obce dorazili z vedení univerzity, aby je přesvědčili. V roce 1960 započal studium na Přírodovědecké fakultě Univerzity Palackého. Po ročním studiu přestoupil na nově otevřený obor optika a jemná mechanika. Po ukončení studia v roce 1964 začal pracovat na fakultě. Rok pracoval na katedře teoretické fyziky a později od roku 1965 v optických laboratořích této univerzity. Plnil všechny úkoly od hlavního řešitele po předsedu Rady stěžejního směru.
V roce 1966 obhájil kandidátskou disertační práci a v roce 1972 mu vyšla monografie Coherence of Light v Londýně, která byla za dva roky přeložena do ruštiny. Jeho tvorba a publikace získaly mezinárodní uznání, a proto se mu dostávalo pozvánek do ciziny. Pobýval na studijním programu a přednášel například na univerzitách ve Florencii, v Edinburghu, ve Vratislavi, v Jeně, Římě, New Yorku, Innsbrucku, Štýrském Hradci, ve Vídni nebo v Terstu. Několikrát mu byla nabídnuta možnost už zůstat v zahraničí, ale nakonec se rozhodl neemigrovat. Nejblíže k tomu měl v roce 1968, když po okupaci Československa strávil tři měsíce ve Florencii. Kolegové ho přesvědčovali, aby neodjížděl zpátky domů, a jeho spolupracovník, americký holografik George Stroke, si přál, aby s ním odjel do New Yorku. Měl pro něj již vyřízené americké vízum, avšak nakonec to nevyšlo, protože když ho měla navštívit jeho manželku, poslal jí expresní dopis, aby vzala s sebou jejich půlroční dceru, ale dopis dorazil příliš pozdě, a tak manželka přijela bez ní.
Po roce 1970 se situace zhoršovala, a proto například nemohl už tak svobodně publikovat v cizině, a když něco posílal do zahraničí, bylo to podrobeno veškeré cenzuře. Také si uvědomoval, že je pod dohledem StB. Na začátku osmdesátých let měl získat Rabiho cenu na Kolumbijské univerzitě v USA, a přestože rektor jeho cestu nepodpořil, na ministerstvu školství považovali tuto cenu pro českého vědce za prestižní a vyřídili mu potřebné doklady. Od roku 1984 začal působit ve Společné laboratoři optiky Univerzity Palackého a Fyzikálního ústavu ČSAV v Olomouci, přičemž se v tomtéž roce stal zvoleným členem Americké optické společnosti OSA. V období 1987 až 1990 zastával post viceprezidenta Mezinárodní komise pro optiku ICO.

### Život po Sametové revoluci
Po Sametové revoluci se na univerzitě uskutečnily významné změny. Stal se ředitelem Společné laboratoře optiky a později také katedry, kterou vedl až do roku 1994. V roce 1990 byl jmenován profesorem a stal se členem komise, která po listopadové revoluci prováděla prověrky pracovníků. Nebylo to pro něj snadné rozhodovat o lidech podobně, jako to bylo za komunismu.
Během jeho vedení dostávalo jeho pracoviště dotace a finance na další experimenty, což vedlo k plnohodnotnému výzkumu a vzniku dvou špičkových center. V Olomouci vytvořil mezinárodně oceňované vědecké centrum. Vedl řadu výzkumných projektů a nadále je členem českých i mezinárodních vědeckých sdružení. Významně přispěl například jako hostující učitel na Polytechnice ve Vratislavi a na Univerzitě Friedricha Schillera v Jeně. Mezinárodní uznání si vysloužil díky svým důležitým vědeckým úspěchům v oblasti kvantové, statistické a nelineární optiky, a rovněž v teorii koherence světla. Jeho význam spočívá také v odhalení charakteristik neklasického světla.
Dne 10. listopadu 2009 se v Uměleckém centru Univerzity Palackého uskutečnil slavnostní křest knihy Proměny doby, obsahující jeho vzpomínky a zápisy, jež si pořizuje od 27. ledna 1986. Tyto zápisky byly původně určeny pouze tobě a tvé rodině, nikoliv široké veřejnosti, což se odráží v přímém a kritickém stylu. Rukopis poté četli i jeho přátelé, mezi nimiž byl například profesor Stanislav Komenda, jenž mu doporučil, aby text publikoval. Pod vlivem jeho nevšedního příběhu napsal Komenda esej David a Goliáš, která je i v knize zařazen jako doslov.
Za svou práci obdržel několik ocenění a vyznamenání. V zahraničí byl třeba oceněn Rabiho cenou a Mezinárodní komise pro optiku mu udělila prestižní Cenu Galilea Galileie. Mezi českými ocenění patří například Cena města Olomouce, Cena Neuron nebo Cena Františka Palackého. U příležitosti výročí vzniku Československa 28. října 2002 vyznamenán prezidentem Václavem Havlem medailí Za zásluhy I. třídy.

## Ocenění
- II. Rabiho cena, Kolumbijská univerzita, New York (1983)
- Medaile I. třídy, Svaz českých matematiků a fyziků (1988)
- Cena ministra školství, mládeže a tělovýchovy (1991)
- Plaketa Dionýze Ilkoviče (1996)
- Cena města Olomouce (2000)
- Medaile Za zásluhy I. stupně (2002)
- Cena Galileo Galilea (2011)
- Cena Neuron (2016)
- Cena Františka Palackého (2024)